# Windorfer Teich
Der Windorfer Teich ist ein künstliches Stehgewässer im nördlichen Kaiserwald im österreichischen Bundesland Steiermark. Der Fischteich entstand aus einer aufgelassenen Tongrube der Wienerberger Baustoffindustrie und wurde unter Einbezug seiner nähren Umgebung 1988 als Geschützter Landschaftsteil ausgewiesen.

## Lage und Umgebung
Die langgestreckte Wasserfläche liegt in einer aufgelassenen Tongrube im Nordteil der Kaiserwaldterrasse in der Gemeinde Seiersberg-Pirka. Sie erstreckt sich über einen halben Kilometer in West-Ost-Richtung parallel zur Dorfstraße, die die Packer Straße B 70 mit Windorf verbindet. Die nächstgelegenen Ortschaften sind Pirka nördlich und Windorf östlich der Teichanlage. Entwässert wird der Teich durch den Gepringbach, der unweit des Westendes vorbeifließt. Während unmittelbar an das Südufer der Kaiserwald anschließt, liegen im Norden der Grube landwirtschaftliche Nutzflächen.

## Flora und Vegetation
Die natürliche Vegetation um den Windorfer Teich bilden Schwarzerlen-Stieleichen-Wälder mit Föhren, die jedoch großflächig einer Fichten-Monokultur weichen mussten und nur auf den Böschungen der Grube rudimentär erhalten sind. Die Böden bestehen aus landwirtschaftlich minderwertigen, pseudovergleyten Staublehmen, die äolischen Ursprungs sind und die quartären Schotter der Kaiserwaldterrasse überdecken.
Nach Abschluss der Materialentnahme wurde die Tongrube weitgehend sich selbst überlassen und es konnte sich eine typische Sukzessionsvegetation entwickeln. Damit entstand ein „Mangelbiotop“, das eine biologisch-ökologische Bereicherung für die umliegenden Gebiete darstellt. Auf einer Ruderalfläche entstand ein Weidensaum mit Großer Brennnessel und Land-Reitgras als häufigen Vertretern. In einer durch wasserführende Rillen kleinstrukturierten Geländehohlform mit lockerem Erlen-Weiden-Gehölz siedelten sich Silber-Weide, Brennnessel, Sumpf-Labkraut und verschiedene Moose an. Am Rande eines Lilienteichs wurden Vorkommen von Huflattich kartiert. Außerdem konnten Kratzbeere, Gewöhnliche Sumpfbinse, Schwarz-Erle sowie kleine Bestände an Breitblättrigem Rohrkolben und Schilfrohr festgestellt werden.

## Natur- und Landschaftsschutz
Zunehmender Freizeitdruck durch Angler und Motocross-Fahrer machte ein landschaftsplanerisches Eingreifen nötig, um Teile des Biotopinventars zu erhalten. Die Gemeinde Pirka äußerte daher im Februar 1984 mehrere Gestaltungswünsche für das Areal, die schließlich so umgesetzt wurden, dass der naturnahe Zustand möglichst ungestört erhalten blieb. Dabei kamen sowohl Renaturierungs- als auch Rekultivierungsmaßnahmen zum Tragen. So wurde etwa der bestehende Wasserspiegel mit Drainagewässern aus den angrenzenden Wäldern angehoben, womit die Überschwemmungsgefahr für die Ortschaft Windorf reduziert werden konnte. Damit erfüllt der Teich auch die Funktion eines Hochwasserrückhaltebeckens. Ein Mönch führt das sauerstoffarme Tiefenwasser ab, um die Wasserqualität zu steuern. Mit 13. April 1988 wurden der Teich und seine nähere Umgebung mit einer Gesamtfläche von 6,05 ha als Geschützter Landschaftsteil (GLT 108) ausgewiesen.
Windorfer Teich und unmittelbare Umgebung stellen heute ein beliebtes Naherholungsgebiet dar. Der Teich wird etwa zum Sportfischen und Eisstockschießen genutzt. Rundherum führt ein naturkundlicher Lehrpfad, in der Mitte wird das Gewässer von einer Holzbrücke überspannt. Die Gemeinde Seiersberg-Pirka plante 2017, den Windorfer Teich in ihrem örtlichen Entwicklungskonzept als „Vorrangzone Erholung und Sport“ zu verankern, was von der steirischen Umweltanwaltschaft jedoch kritisiert wurde. Dieser Schritt sei mit der Schutzfunktion des Teiches als wertvolles Feuchtbiotop, Rückzugsgebiet zahlreicher Tier- und Pflanzenarten und wertvollem Landschaftsbestandteil sowie Regulator des Mikroklimas nicht vereinbar. Die Gemeinde sah schließlich von der geplanten Ausweisung ab.